# Uduba heliani
Uduba heliani is een spinnensoort uit de familie Udubidae. De soort komt voor in Madagaskar.